# Второй Пекинский институт иностранных языков
Второй Пекинский институт иностранных языков (кит. упр. 北京第二外国语学院, пиньинь Běijīng Dì'èr Wàiguóyǔ Xuéyuàn), сокращённо Эрвай (кит. 二外), международное название Пекинский университет международных исследований (англ. Beijing International Studies University, BISU) — высшее учебное заведение в Пекине.

## История
Пекинский международный исследовательский университет, специализирующийся в преподавании и изучении иностранных языков и литературы (основной учебный предмет) и туристического менеджмента (характерный учебный предмет), является известным вузом и важной базой по преподаванию и изучению иностранных языков, переводоведения, туризма, торговли и экономики в Китае. 
Основан в 1964 году по инициативе первого премьера Госсовета КНР Чжоу Эньлай как часть национальной программы по развитию высшего образования в сфере иностранных языков. Прежде университет носил название «Второй пекинский институт иностранных языков» (Beijing Second Foreign Language University), которое было дано Чжоу Эньлаем, и записано первым президентом Академии Наук КНР Го Можо на церемонии открытия. Вырос из дочернего института информационного агентства «Синьхуа» в один из крупнейших университетов по изучению иностранных языков (по состоянию на 31.10.2016 г. 18 языков) и культуры в Китае. В настоящее время является ведущим университетом Китая в областях преподавание и изучение иностранных языков, туристический менеджмент, гостиничный бизнес и международная торговля.
С 1964 до 2000 года, Второй пекинский институт иностранных языков последовательно находился под контролем Комитета международных культурных связей Китая(кит. 对外文化联络委员会), МИД КНР, Народного правительства Пекина, Министерства образования КНР и Государственного управления по делам туризма, и с 2000 года официально снова подчинён Народному правительству Пекина.
После Культурной революции, в 70-80 гг., Второй пекинский институт иностранных языков стал знаменит в Китае Сборником стихов площади Тяньаньмэнь (кит. 《天安门诗抄》) под авторством Тон Хуайчжоу (кит. 童怀周), собранным некоторыми преподавателями кафедры китайского языка данного института. 
В 2003 году английское название было изменено на Пекинский международный исследовательский университет (Beijing International Studies University, BISU). Сокращенное название Эрвай (Erwai от Běijīng Dì'èr Wàiguóyǔ Xuéyuàn).
В 2013 году включён в реестр CIUTI (Conférence Internationale Permanente d'Instituts Universitaires de Traducteurs et Interprètes).
Пекинский международный исследовательский университет расположен в пекинском районе Чаоян; с запада граничит с центральным деловым районом Пекина, на востоке — с вспомогательным административным центром Пекина (район Тончжоу). На текущий момент в университете обучаются около 10 000 студентов, в том числе 6100 с лишним бакалавров, более 1300 аспирантов и более 1000 иностранных студентов длительного обучения. 
Его структура включает в себя 22 колледжа, 1 факультет и 2 учебно-вспомогательные организации. В местной библиотеке насчитывается более 1,08 млн книг, каждый год подписываются 190 наименований иностранных (включая Гонконг, Макао и Тайвань) журналов и примерно 820 китайских журналов. Помимо того, в ней охраняются выше 210 000 электронных книг, 44 базы данных на китайском языке, 45 баз данных на иностранных языках и 2 самотроенные базы данных.
Ведется обучение по 32 бакалаврским, 27 (включая 5 прикладных магистратур) магистерским и 2 (совместно подготавливаются с соответственно Binghamton University доктора по переводоведению и University of South Carolina доктора по управлению туризмом)докторантским специальностям. При университете действует 2 после-докторских исследовательских институтов (совместно учреждены с Capital University of Economics and Business и Social Sciences Academic Press(China)). В данном университете имеются 4 ведущих учебных предмета, и 4 характерные специальности на государственном уровне. При университете действует 13 исследовательских институтов, 7 научных центра имеют статус общенациональных.
Более 60% преподавателей работают доцентами или профессорами, также 40% имеют докторантуру. Большинство преподавателей проводили стажировку за границей. Выше 60 зарубежных высококвалифицированных специалистов работают здесь круглый год. Кроме того, более120 профессоров по совместительству приглашены читать лекции в университет. До сих пор в университете имеется 1 отличная преподавательская группа государственного уровня, 3 отличные преподавательские группы пекинского муниципального уровня, и 7 учебно инновационных групп пекинского муниципального уровня.
В течение 52 лет, работали (работают) в данном институте такие многочисленные знаменитые профессора по переводоведению и управлению туризмом, как Ли Юежань (李越然), Гуань Чжэньху (管震湖), Чжоу Сицин (周锡卿), Су Ци (苏琦), Ван Цаочэнь (王超尘）, Сяо Минь (肖敏), Дун Лэшань (董乐山), Лю Мицин (刘宓庆), Бао Ган (鲍刚), Шу Юй (舒雨), Ван Хунинь (王宏印), Чжоу Ле (周烈), Линь Юньйцин (林允清), Сы Сянтьчжу (司显柱), Цао Вэйдун (曹卫东), Ду Цзян (杜江), Дай Бинь (戴斌), Чжан Линюнь (张凌云), Цзоу Тонцянь (邹统钎) и т.д.
На текущий момент университет установил многовекторные, многоуровневые, практические контакты и сотрудничество с более 150 университетами и образовательными учреждениями в 30 странах или районах. Устанавливаются институты Конфуция с зарубежными университетами.
Цель развития: установить 1-классный университет иностранных языков в Китае, а также весьма влиятельный университет иностранных языков в мире.

## Расположение
Пекинский международный исследовательский университет находится за восточным участком 5 кольца Пекина, в районе Чаоян (Пекин), рядом с центральным деловым районом (CBD) Пекина, посольским кварталом и улицей Ябаолу («Russiatown»). Он граничит на западе с Китайским коммуникационным университетом (CUC, 中国传媒大学). 
По мере развития нового общественного транспорта в Пекине, а также осуществления инициативы переноса мэрии Пекина в Лучэнь района Тончжоу, расположение данного университета улучшается с каждым днем, до сих пор существуют до него много автобусных маршрутов, до станции Чацзяфэнь（茶家坟）у южных ворот, а до станции Второй институт иностранных языков вблизи северных ворот. Станция Китайского коммуникационного университета Линия Батон （八通线）и станция Даляньпо （褡裢坡）Линии 6  Метро в Пекине тоже находятся недалеко от данного университета. 

## Список специальностей бакалавриата на китайском языке
По состоянию на 3 ноября 2016 года, в университете имеются 32 специальности бакалавриата, в том числе 18 специальностей иностранных языков. По данным разных СМИ, с целью продвижения государственной инициативы «Один путь, один пояс», количество иностранных языков будет увеличено до 30 видов, особенно будет включать в себя все языки 16 стран Центрально-восточной Европы. Главные специальности университета:
1. Английский язык
2. Арабский язык
3. Журналистика
4. Испанский язык
5. Китайский язык (включая китайскую литературу)
6. Корейский язык
7. Маркетинг
8. Международная политика
9. Менеджмент туризма
10. Немецкий язык
11. Португальский язык
12. Русский язык
13. Финансы
14. Французский язык
15. Юриспруденция
16. Японский язык
17. Венгерский язык
18. Румынский язык
19. Сербский язык
20. Белорусский язык
21. Итальянский язык
22. Польский язык
23. Латвийский язык
24. Чешский язык
25. Болгарский язык